# Flipnote Studio 3D
Flipnote Studio 3D (lit. "Estudi de Flipnotes 3D"), al Japó conegut com Llibreta animada 3D (うごくメモ帳 3D, Ugoku Memochō Surī Dī), abans conegut com a Flipnote Memo, (lit. "memoràndum de Flipnotes") és una aplicació gratuïta descarregable per a consoles Nintendo 3DS.
Flipnote Studio 3D, igual que el seu predecessor, Flipnote Studio, permet al jugador crear les seves pròpies animacions en 3D estereoscòpic com si fos un foliscopi, gràcies als gràfics 3D de la consola. Conté un grup de serveis propis, els Flipnote Gallery, que conté l'entre amics Friends, que va tancar al Japó l'1 de novembre per l'intercanvi de contingut sexual, i el substitut del Flipnote Hatena de Flipnote Studio, World.
El videojoc va sortir finalment el 24 de juliol de 2013 al Japó. Es va programar per a llançar-se l'agost de 2013 a Amèrica del Nord, a Europa i a Australàsia però es va haver d'ajornar "pel gran èxit que va tenir". Al Japó, el videojoc ja ha rebut quatre actualitzacions.
El 20 de gener de 2015 Nintendo va anunciar que els usuaris del Club Nintendo americà rebrien Flipnote Studio 3D el febrer (en concret el dia 10, però es creu que gent el va rebre el dia 5 i que sortirà públicament) mentre que per aconseguir-lo a Europa s'ha de registrar al nou sistema de recompenses ("My Nintendo") que substitueix al Club Nintendo (que va tancar el 30 de setembre) durant el període de llançament que va iniciar-se el 31 de març de 2016 fins al 30 d'abril del mateix any. La versió europea i americana manca de serveis online pel contingut prohibit que s'hi intercanviava.

## Funcions
Flipnote Studio 3D conté una gran quantitat de semblances respecte al seu predecessor, Flipnote Studio. L'aplicació, igual que el predecessor, permet a l'usuari crear animacions, però s'hi afegeix l'opció de crear-ne amb 3D estereoscòpic triant tres capes separades, que es poden exportar a formats GIF o en format de vídeo AVI, a més d'altres funcions que repeteixen.

### Diferències entre Crear Flipnotes

Una captura del mode Crear Flipnote de Flipnote Studio 3D dins una Nintendo 3DS XL blanca. Fixin-se que hi ha una certa diferència respecte la interfície del seu predecessor, ja que aquesta es marca més el taronja i l'opció de guardar és més gran, ja que és una opció de gran utilitat.

La interfície consta de les mateixes eines de l'original Flipnote Studio, però amb algunes millores. Per exemple, a causa de la funció 3D de la 3DS, l'usuari pot crear flipnotes 3D. Hi ha tres capes en comptes de dues, que ajuden a l'usuari a crear flipnotes 3D, ja que la capa 1 estaria en el fons de l'efecte 3D, la capa 2 s'ubicaria al mig, i la capa 3 seria a la part superior, on hi té lloc l'efecte més gran del 3D per a l'ull.
Hi ha 6 colors disponibles, 8 barrejant: vermell, blau, negre i s'estrenen el groc i el verd. No obstant això, en la creació d'una flipnote 3D, només pot haver-hi 2 colors per capa (o 3, depenent del nombre de capes s'estan utilitzant). També hi ha "pot de pintura" i "eines de text". L'opció "Pintar" és, com en moltes aplicacions de programari de pintura, omplir un recinte tancat amb color, però hi ha 20 puntes en comptes de 8 de l'original. Així, la primera secció d'opcions es manté igual que en Flipnote Studio però amb 16 puntes diferents per a dibuixar, però la segona opció guarda les opcions de color, i la tercera de les capes, però també permet utilitzar la secció opcional de Flipnote Studio sobre seleccionar i moure imatges (copiar i enganxar, retallar i enganxar, escalar-la i girar-la). També permet posar contorn a les imatges.
Sobre importar imatges, ara es poden importar en les tres capes diferents, voltejar-la horitzontalment o verticalment, moure-la, girar-la o també fixar la part a utilitzar. Sobre l'àudio, l'estructura bàsica continua essent la mateixa, podent afegir música de durada llarga a l'animació i afegir-hi tres efectes sonors. Es canvien les banderes pel seu so. També hi ha una nova pantalla que permet la posició d'efectes de so per a ser perfeccionat. Aquesta pantalla també es pot utilitzar per comprovar la sincronització del so. Es desconeix si continuen havent-hi les opcions avançades prement L o R.
En comptes de quatre carpetes com en Flipnote Studio, en Flipnote Studio 3D les flipnotes es poden classificar en 5: granota blanca, granota negra, gat, logo 3D i nota musical.

### Flipnote Gallery
|  | «Flipnote Gallery» redirigeix aquí. Vegeu-ne altres significats a «Flipnote Studio». |

El servei online Flipnote Hatena va tancar el 31 de maig de 2013 per a donar pas a un servei de pagament de Flipnote Studio 3D: Flipnote Gallery: World, a part d'un servei gratuït que només permet comunicar-se amb gent afegida a la llista d'amics: Flipnote Gallery: Friends. Encara Flipnote Hatena permet als usuaris de la DSi transferir les seves animacions per a descarregar-les a l'aplicació de 3DS. Les flipnotes de Flipnote Studio 3D es poden pujar a les dues Flipnote Gallery diferents. Els serveis online de FLipnote Studio 3D no estan disponibles a Amèrica i regió PAL.

#### Flipnote Gallery: Friends

El logotip oficial del servei Flipnote Gallery: Amics, on s'ensenya una escultura com si fos una obra pròpia de l'autor.

Flipnote Gallery: Friends ("Galeria de Flipnotes: Amics") és un servei de franc que permet a una sola persona crear una pròpia galeria de flipnotes (o fins a dues) i convidar fins a 20 usuaris perquè vegin les flipnotes. Aquestes galeries existeixen fins a 15 dies abans d'expirar, i els usuaris en poden obrir una altra quan aquesta tanca.
El servei permet comentar les creacions d'altres galeries que tinguin els amics afegits a la Llista d'Amics de Nintendo 3DS, i utilitzar el sistema ràpid de qualificació per a valorar les flipnotes amb adjectius com "divertidíssima", "graciosa" o "bonica", només prement un botó, i amb l'opció de descarregar les favorites a una targeta SD o a la memòria de la consola.

#### Flipnote Gallery: World

El logotip oficial del servei Flipnote Gallery: World, on hi ha la mascota de l'aplicació (la granota de Flipnote Studio) sobre la bola del món que representa Internet.

Flipnote Gallery: World ("Galeria de Flipnotes: Món") és un servei global de flipnotes de pagament, successor de Flipnote Hatena, que permet compartir les creacions amb usuaris de Nintendo 3DS de tot el món. Tots els usuaris poden gaudir d'un període de prova de franc de 30 dies, dels quals haurà de pagar un pas per 30 dies per a continuar utilitzant el servei (0,99 €). Tot i així, és possible entrar-hi gratuïtament entre les 15:00 i les 21:00 hores a hora configurada de la consola.
El següent quadre mostra les activitats que requereixen una moneda o una moneda Estrella (originàries del videojoc de Nintendo DS New Super Mario Bros.). Aconseguint més monedes o monedes estrella l'usuari podrà pujar-ne més i assegurarà la seva continuïtat en el servei online, el que també assegura un pas gratuït durant la resta de temps. Els usuaris poden afegir tantes monedes com els agrada a qualsevol Flipnote, sempre que tinguin qui el succeeixi en el seu compte.
| Activitats que requereixen una moneda | Activitats que requereixen una Moneda Estrella                       |
| --- | -------------------------------------------------------------------- |
| - Publicar una flipnote - Descarregar una flipnote - Publicar un comentari a una flipnote - Afegir una moneda a una flipnote per puntuar-la. - El mateix que en el servei Flipnote Gallery: Friends. | - Publicar una flipnote - Afegir un creador als favorits de l'usuari |

Les Flipnotes poden ser publicades utilitzant una moneda normal o una moneda d'estrella. Si alguna Flipnote no rep cap moneda en 30 dies, s'eliminarà automàticament del servei. D'altra banda,.les Flipnotes amb monedes estrella romandran a la Galeria indefinidament, independentment de si ha rebut monedes.
El concepte de "Col·leccionistes Flipnote" és una nova funció a Flipnote Gallery: World. El paper dels col·leccionistes és trobar Flipnotes d'alta qualitat i per ajudar-los a convertir-se en populars. Quan els usuaris afegeixen monedes a una Flipnote, s'afegeix a la seva col·lecció. "Punts Col·leccionista" es guanyen quan aquestes poden arribar a ser populars, el que posteriorment permetrà l'entrada lliure.
Els usuaris poden participar en Flipnote Gallery: World, ja sigui com un creador o un "col·leccionista". Si ho fa molt bé en qualsevol activitat proporciona una oportunitat perquè els usuaris els concedeixin 30 dies de passos grauïts. Quan els seus Flipnotes reben monedes d'altres usuaris, també comencen a acumular-se "Punts Creador". Guanyar prou Punts Creador permetrà l'entrada lliure.
El contingut del Flipnote Hatena antic es transferiran al nou servei en línia de Flipnote Studio 3D: Flipnote Gallery: World i/o Flipnote Gallery: Friends. Les Flipnotes de DSi seran accessibles des de la Nintendo DSi Library, una secció de lliure accés del servei Flipnote Gallery: World. L'objectiu principal de la Nintendo DSi Library serà per als usuaris transferir les seves Flipnotes de Flipnote Studio a Flipnote Studio 3D, on es poden editar com qualsevol altre Flipnote.

## Usos

### Concursos a YouTube
Nintendo organitza des del llançament de l'aplicació al Japó concursos mensuals al seu canal de YouTube.
| \| # \| Objectiu de dibuixar \| Data de publicació \| Vídeos \| Ref. \| \| -- \| ----------------------------- \| ------------------ \| ------ \| ------------ \| \| 1 \| Mario \| Desembre 2013 \| 19 \| [22] \| \| 2 \| Link \| Gener 2014 \| 15 \| [23] \| \| 3 \| Ninot de neu \| Gener 2014 \| 10 \| [24] \| \| 4 \| Esports d'hivern \| Gener 2014 \| 12 \| [25] \| \| 5 \| Nina \| Gener 2014 \| 11 \| [26] \| \| 6 \| Primavera \| Abril 2014 \| 11 \| [27] \| \| 7 \| Mecànica i maquinària \| Maig 2014 \| 9 \| [28] \| \| 8 \| Animal en forma de triangle \| Juny 2014 \| 10 \| [29] \| \| 9 \| Bot \| Juny 2014 \| 13 \| [30] \| \| 10 \| Volta \| Juliol 2014 \| 14 \| [31] \| \| 11 \| Màquina escurabutxaques \| Juliol 2014 \| 16 \| [32] \| \| 12 \| Mar \| Agost 2014 \| 11 \| [33] \| \| 13 \| Yoshi's New Island \| Agost 2014 \| 10 \| [34][35][36] \| \| 14 \| Daigasso! Band Brothers P \| Novembre 2014 \| 16 \| [37] \| \| 15 \| Pikmin \| Desembre 2014 \| 20 \| [38] \| \| 16 \| Jack-in-the-box \| Gener 2015 \| 12 \| [39] \| \| 17 \| Cançó per a dibuixar en Mario \| Març 2015 \| 15 \| [40] \| \| 18 \| Primavera \| Abril 2015 \| 11 \| [41] \| \| 19 \| Córrer \| Abril 2015 \| 11 \| [42] \| \| 20 \| Volar \| Maig 2015 \| 8 \| [43] \| |                               |                    |        |                      |
| # | Objectiu de dibuixar          | Data de publicació | Vídeos | Ref.                 |
| 1 | Mario                         | Desembre 2013      | 19     | [ 22 ]               |
| 2 | Link                          | Gener 2014         | 15     | [ 23 ]               |
| 3 | Ninot de neu                  | Gener 2014         | 10     | [ 24 ]               |
| 4 | Esports d'hivern              | Gener 2014         | 12     | [ 25 ]               |
| 5 | Nina                          | Gener 2014         | 11     | [ 26 ]               |
| 6 | Primavera                     | Abril 2014         | 11     | [ 27 ]               |
| 7 | Mecànica i maquinària         | Maig 2014          | 9      | [ 28 ]               |
| 8 | Animal en forma de triangle   | Juny 2014          | 10     | [ 29 ]               |
| 9 | Bot                           | Juny 2014          | 13     | [ 30 ]               |
| 10 | Volta                         | Juliol 2014        | 14     | [ 31 ]               |
| 11 | Màquina escurabutxaques       | Juliol 2014        | 16     | [ 32 ]               |
| 12 | Mar                           | Agost 2014         | 11     | [ 33 ]               |
| 13 | Yoshi's New Island            | Agost 2014         | 10     | [ 34 ] [ 35 ] [ 36 ] |
| 14 | Daigasso! Band Brothers P     | Novembre 2014      | 16     | [ 37 ]               |
| 15 | Pikmin                        | Desembre 2014      | 20     | [ 38 ]               |
| 16 | Jack-in-the-box               | Gener 2015         | 12     | [ 39 ]               |
| 17 | Cançó per a dibuixar en Mario | Març 2015          | 15     | [ 40 ]               |
| 18 | Primavera                     | Abril 2015         | 11     | [ 41 ]               |
| 19 | Córrer                        | Abril 2015         | 11     | [ 42 ]               |
| 20 | Volar                         | Maig 2015          | 8      | [ 43 ]               |

### Concursos especials
Nintendo també va anunciar un concurs de Flipnote Studio 3D del 1r Aniversari al Japó. S'inicià el 23 de juliol i acabà el 19 d'agost de 2014. 100 guanyadors rebien una cistella de fruites fresques, mentre que 10 guanyadors rebien carn Wagyu d'alta qualitat, en col·laboració amb Nouentai.
Conjuntament amb l'aplicació Bookstore Anywhere, Nintendo celebrà un altre concurs de primer aniversari del 3 al 23 de setembre de 2014.
Flipnote Studio 3D va rebre un altre concurs especial organitzat amb Nouentai en el qual s'han de dibuixar flipnotes amb un personatge basat en fruita i verdura, fins al 12 de gener de 2015. 100 persones serien les guanyadores de fruita i carn de bou.

### Pikmin Short Films
S'exhibiren en el International Tokyo Film Festival que durà del 23 al 31 d'octubre els tres Pikmin Short Movies, tres curtmetratges basats en la sèrie de videojocs d'estratègia Pikmin anunciats fa temps (però sobretot el setembre). Aquest projecte d'enquesta i promoció arribarà aviat a la Nintendo eShop de 3DS mundial (perquè no fa falta doblatge) segons mans de Shigeru Miyamoto, que va fer l'storyboard en l'aplicació Flipnote Studio 3D i que els va enviar a una companyia externa que els va transformar en una animació generada per ordinador, la mateixa que va fer que els Pikmin seguissin en Miyamoto l'E3 2012, i Nobuo Kawakami (president de l'empresa de telecomunicacions japonesa Dwango, a la qual una part és propietat de Nintendo) en una roda de premsa.
En aquesta conferència Miyamoto va afirmar que els curtmetratges els volia fer abans, però potser hi podria haver recel per la possibilitat de creació dels jocs de la sèrie, ja que aleshores Pikmin 3 era recent (Miyamoto ha afirmat que s'està treballant en una demo). Ho va solucionar donant una major importància a aquestes criatures, ampliant el zoom i fent que en un dels curtmetratges hi hagi 500 Pikmin i un d'ells cobert de fang, quelcom que no es pot fer en els jocs. Miyamoto en la conferència va parlar de Super Mario Bros.: The Movie (1993), dient que li va agradar la idea principal, que quan va llegir el guió li va recordar als llargmetratges de Walt Disney, però que es va anar convertint gradualment en la pel·lícula que es coneix actualment. Ha sortit el tràiler dels tres curtmetratges, anomenats "The Night Juicer", "Treasures in a Bottle" i "Occupational Hazards".
Les animacions es van estrenar el 6 de novembre de 2014 per 5,99 € a les eShop de 3DS (en 3D) i de Wii U (en HD). En el Nintendo Direct del dia anterior Shigeru Miyamoto en va parlar d'elles, dient que havia fet l'storyboard amb Flipnote Studio en comptes de Flipnote Studio 3D.

## Desenvolupament
| Director    | Hideaki Shimizu Yasuhiko Matsuzaki |
| Productor   | Yoshiaki Koizumi                   |
| Programador | Hideaki Shimizu                    |
| Artista     | Yasuhiko Matsuzaki                 |
| Referències | [ 51 ]                             |

### Anunci
Shigeru Miyamoto va anunciar en un viatge a França durant mitjans d'abril de 2011 una aplicació que seria la seqüela de Flipnote Studio, amb el nom de Flipnote Memo.
No se'n va saber res fins que una videoconferència Nintendo Direct Mini el 13 de març de 2013 revelés que l'aplicació, ara amb el nom de Flipnote Studio 3D (Moving Notepad 3D), sortiria aquell estiu.
L'1 de juny de 2013 es va estrenar el lloc web japonès que va revelar que el joc s'estrenaria al Japó el 3 de juliol de 2013, i també surten detalls dels preus. El 26 de juny es va revelar que sortiria l'1 d'agost de 2013 a Europa i a Amèrica del Nord a principis d'agost, ja que va sortir el lloc web oficial d'ambdues regions.

### Llançament japonès
El 30 de juny de 2013, uns dies abans del llançament al Japó, va revelar que Flipnote Studio 3D no sortiria el 3 de juliol sinó el 24, el que es confirmaria en un segon Nintendo Direct Mini adreçat al videojoc al mateix dia. El president Satoru Iwata es va disculpar sobre aquest petit endarreriment.

### Llançament a Occident

#### 2013 i 2014
El 30 de juliol s'anuncia que el videojoc tampoc surt a Europa en la data indicada, el mateix que li va passar al llançament americà pocs dies abans que comencés l'agost.
El 8 de juliol de 2013 un document a GenGame.net afirma en un calendari de llançaments que Flipnote Studio 3D sortirà el 2013.
El 19 d'agost de 2013 es dona a conèixer un suposat comunicat de Nintendo Amèrica al lloc web 3DSview.com que afirma que el videojoc sortirà a finals d'estiu de 2013 a Amèrica del Nord, sense donar dates oficials. Aquest enllaç està actualment trencat, pel que significa que va ser un engany. Tot i així, el lloc web oficial nord-americà de Flipnote Studio, que diu en una notícia sobre el tancament de Flipnote Hatena que Flipnote Studio 3D sortirà el 2013. Aquesta notícia va sortir abans que es donés a conèixer el comunicat de Nintendo of America a mitjans d'agost.
A mitjans d'octubre de 2013, la pàgina web oficial de Flipnote Studio per a Flipnote Hatena retira la data de 2013.
L'1 de novembre de 2013 Nintendo va tancar el servei Flipnote Gallery: Friends al Japó. La raó és que els usuaris intercanviaven codis d'amic en fòrums d'internet i els utilitzen per enviar contingut inadequat, incloent fotografies. Dues persones de nacionalitat japonesa van ser detingudes. Flipnote Gallery: World no ha tancat. Recentment, Nintendo va retirar el vídeo d'anunci de Flipnote Studio 3D perquè no funcionava correctament, però a Amèrica, a data de 29 de novembre, es va retirar la demo en vídeo.
El desembre, es va veure que en el lloc web Vandal.es Flipnote Studio 3D hauria de sortir a Europa el 2014. A més, durant principis de març de 2014, al lloc web no oficial de Flipnote Studio 3D a Facebook, surten rumors sobre que podria sortir el març, concretament el dia 12, perquè es complirien 8 mesos com va passar amb el llançament japonès de Flipnote Studio i l'occidental i altres raons.
El gener de 2014, Flipnote Studio 3D desapareix de la secció "Llançaments futurs" en la eShop de 3DS nord-americana.
El 4 d'abril de 2014, es coneix que el videojoc hauria d'haver sortit a Australàsia l'hivern de 2013 i 2014, que equival a l'estiu de 2013 a l'hemisferi Nord. A més, en el lloc web sud-africà de l'aplicació no apareix la secció "Flipnote Gallery: World".
Després que en el Nintendo Digital Event del 10 de juny no es revelés cap informació sobre el joc i s'actualitzés la llista de videojocs futurs, en aquesta pàgina al web de Nintendo of Europe Flipnote Studio 3D apareix entre Mario Maker i Kirby y el Pincel Arcoíris, tots dos a llançar-se el 2015, el que podria explicar una futura data per al joc. A més, si es busca en la secció "Todos los juegos" un joc entre el 31 de desembre de 2015 i aquest mateix, apareix Flipnote Studio 3D, el que voldria significar que Nintendo no li ha donat encara cap data, però que sortiria el 2015.
El 2014 es va proposar a change.org el llançament de l'aplicació a Europa i Amèrica del Nord.
Periòdicament es realitzen diverses operacions de manteniment que obliguen la suspensió temporal de l'aplicació al Japó, el que pot comportar a rumors sobre el seu llançament a Occident.
A Reddit, un treballador de Nintendo of America ha dit que ell va ser responsable de la prova i localització de Flipnote Studio 3D i que això es va acabar l'agost de 2013.
El servei d'atenció al client de Nintendo nord-americà va contestar a un usuari que Flipnote Studio 3D no s'ha llançat a Amèrica del Nord perquè "les normes són diferents". El servei d'atenció al client nord-americà de Nintendo ha sofert un volum de peticions important que ha provocat que ara les respostes siguin automàtiques parlant de Flipnote Studio 3D.
Nintendo ha anunciat que la videoconsola portàtil New Nintendo 3DS i New Nintendo 3DS LL vindran amb Flipnote Studio 3D preinstal·lat. La consola sortirà a Europa el 2015, el que podria ser que l'aplicació sortís a la regió.
Representats per a les divisions americanes i europees de Nintendo han indicat que "certs productes ja anunciats per a altres regions" no sortiran durant el calendari fiscal de 2014, és a dir, abans del març de 2015, a on es podria referir a la New Nintendo 3DS i a Flipnote Studio 3D, per exemple.
Un animador japonès ha demanat a Nintendo que llanci Flipnote Studio 3D a Occident per augmentar el nombre de persones que utilitzen Flipnote Gallery: World.
A data de 9 d'octubre de 2014, continuen apareixent imatges sexistes per Internet.
Un usuari ha reportat que Nintendo ha oblidat Flipnote Studio 3D en el servei d'atenció al client de Nintendo of America però Flipnote Studio sí.
Nintendo elimina qualsevol menció a Flipnote Studio 3D i a Flipnote Studio en una entrevista realitzada a Miiverse el 21 de novembre de 2014 en la traducció anglesa extreta de la japonesa.

#### 2015
El 20 de gener de 2015 Nintendo va anunciar que els usuaris del Club Nintendo americà rebran Flipnote Studio 3D el febrer i el podran descarregar fins al 30 de juny accedint a la pàgina de coses a fer, mentre que per aconseguir-lo a Europa s'ha de registrar a un nou sistema de recompenses que substituirà al Club Nintendo (que tancarà el 30 de setembre) durant el període de llançament. La versió europea i americana mancarà de serveis online pel contingut prohibit que s'hi intercanviava, però sí que tindrà una opció per obtenir les flipnotes de Flipnote Hatena.
Sortiria en concret abans del dia 8, el dia 5 va canviar de plans i va dir "més tard" i "a finals d'aquest mes". A més, els exemples de flipnotes s'han pujat al web americà i a la eShop americana, on el joc es diu "Flipnote Sutdio 3D". El 6 de gener diversos usuaris van poder accedir a la pàgina de detalls del joc, que mostrava una imatge del menú que revelaria que no té modes online. Es creu que van ser afortunats de rebre un codi. Finalment, va sortir el dia 10. Immediatament, van aparèixer codis de descàrrega de Flipnote Studio 3D a la venda per eBay.
Un usuari mexicà de la eShop de 3DS assegura que el joc sortirà també públicament TBD ("per determinar"), ja que a Mèxic no és possible entrar al Club Nintendo nord-americà. I a la mateixa pàgina nord-americana és possible veure una captura de la beta del joc amb els serveis online.
L'usuari Jace Jeffers va revelar que el servei d'atenció al client de Nintendo of America va dir que podria fer tornar els serveis Flipnote Gallery si hi hagués prou demanda.
El 17 de març de 2015, en una conferència realitzada al Japó, Satoru Iwata va anunciar que la companyia de telefonia mòbil japonesa DeNA llançaria amb Nintendo el successor del Club Nintendo a finals de 2015.
La versió japonesa de Flipnote Studio 3D va ser compilada entre el 4 d'abril i el 17 de juny de 2013 i la versió americana entre el 13 de maig i el 7 de juliol de 2014, perquè la versió de programari del sistema de Nintendo 3DS requerida de la versió japonesa és la 5.1 i l'americana de 7.2.
Flipnote Studio 3D es va col·locar a la llista de propers jocs (a data d'agost de 2015) entre dos jocs data de llançament dels quals són de 23 d'octubre i 30 d'octubre respectivament.
El 19 d'octubre de 2015 es va col·locar a manteniment el servei Nintendo DSi Library a Amèrica del Nord, el mateix moment en què es posava en manteniment Nintendo Network i el Nintendo Network ID, pensant que així es pot donar pas al nou Club Nintendo. El 29 d'octubre es va donar a conèixer el futur sistema de recompenses "My Nintendo", amb data de llançament de març de 2016.

#### 2016
El 29 de març es va donar a conèixer que el servei "My Nintendo" s'iniciaria el 31 de març de 2016, i així Nintendo va donar les instruccions per descarregar l'aplicació a Europa. S'ha d'enllaçar un Nintendo Network ID amb un Compte Nintendo i bescanviar el codi de descàrrega de la web del joc, tot això abans del 30 d'abril de 2016. L'aplicació va sortir finalment a Europa i Amèrica el 31 de març de la manera limitada.
El joc va tornar a sortir al programa My Nintendo americà l'1 de desembre, pel preu de 200 monedes platejades.

## Actualitzacions
Versió 1.3.1 JP (llançada el 3 de setembre de 2014)
- Es pot comprar un passi de 24 hores que dona 1 moneda i 10 monedes estrella. Val 30 iens.
- Es pot comprar un passi de 3 mesos per 300 ¥. Bàsicament, actua igual que un passi d'1 mes (100 iens, 100 monedes + 3 monedes estrella)
- Comprant un passi amb antelació, es rep un bo d'1 moneda i 5 estrelles en monedes.

Versió 1.3 JP (llançada el 25 de juny de 2014)
- Es poden dibuixar cercles prement el botó L.
- Quan es fa servir juntament amb la línia recta de la "imatge" i "selecció de rang", ara és possible la selecció del polígon. En l'esquerra del botó de la creu, es pot cancel·lar la línia mantenint premut el botó Y. Es pot també una altra que es pugui fer el tall exacte, per tant les estrelles utilitzant el farcit.
- Ara es pot ajustar lliurement la posició de format de text i un tipus de bolígraf. Es pot moure el caràcter de la decisió abans o salt de línia i reedició. Es pot editar el text que s'insereix en el seu Flipnote i fins i tot moure després que hagin estat col·locats en Flipnote Studio 3D.[96]
- Les flipnotes es poden exportar als formats GIF de tota l'animació, GIF de cadascuna de les diapositives i en format AVI en el menú per visualitzar les flipnotes.
- S'actualitza la pantalla de títol del Flipnote Gallery: World, que denota el temps accessible.
- Ara és capaç d'escriure un comentari a l'apartat de sis colors "a mà" a la pantalla. Ara també es pot utilitzar la pintura.
- Per tal de ser capaç d'escriure comentaris mentre s'observa el contingut de la nota, o "llista de 'comentaris" de pantalla, la pàgina de la nota es puja.
- S'ha canviat el disseny del menú "escriure un comentari escrit a mà" a la pantalla. Quan es prem la icona de la granota, pot ser la cancel·lació si llisca mantenint premut el botó L, i es pot i es pot moure a una posició diferent en la pantalla tàctil el comentari que va escriure.
- Altres canvis menors.

Versió 1.2 JP (llançada el 15 de gener de 2014)
- A la "deformació", es pot escalar respectivament verticalment i horitzontalment.[97]
- Afegir una funció a "mode de sobreescriptura de les capes", va ser canviat a "ajuntar capes".[97] Es poden moure junts una capa de tres que siguin en el rang seleccionat, que s'estenguin a l'ample de l'operació.
- Ara és possible utilitzar la "selecció de rang", fins i tot quan s'expandeix una nota prement la icona de la lupa.[97]
- Tingueu en compte que l'ús de la funció de cambra ara mostra la icona de la càmera a la pàgina utilitzant la funció de cambra a la pantalla de "Edita". Nota de la versió 11.1 anterior, la icona de la càmera està connectada a totes les pàgines.[97]
- En Flipnote Gallery: World, la pàgina de notes ara pot ser ràpid. Si es prem el botó L per a les notes detallades, es visualitzarà el botó de desplaçament.[97]
- En Flipnote Gallery: World, es limita la publicació de les notes mitjançant la funció de càmera. Amb això, aquesta funció s'elimina.[97][98]

Versió 1.1 JP (llançada el 25 d'octubre de 2013 al Japó)
- S'hi afegeix el raspall i el cub de pintura per a la funció de zoom de Flipnote Studio 3D. Abans només es podia utilitzar el llapis i l'esborrany.[67][99][100]
- Ara també permet no només fer línies rectes, sinó també quadrats i rectangles amb el toc del botó L / R.[67][99][101]
- Ara es poden guardar les flipnotes de l'usuari en format .JPEG i fins i tot enviar-les al Servei de Publicació d'Imatges de Nintendo 3DS[Enllaç no actiu] directament des de l'interior de l'aplicació.[67][99][102]
- En el passat, es pot establir diferents ajustaments 3D i en color per a cada pàgina del seu Flipnote en Flipnote Studio 3D. Ara es pot canviar tant la configuració per a totes les pàgines amb un toc d'un botó.[67][99][103]
- Una nova capa Mode de superposició s'ha afegit, que ignora l'ordre de les capes, cosa que significa que quelcom dibuixat en aquesta capa apareixerà a la part superior de les 3 capes.[67][99][104]
- En Flipnote Gallery: World, ara es pot canviar l'ordre de les capes i/o colors de cada capa de qualsevol Flipnote que es triï sense si més no descarregar-la.[67][99][105]
- Si es prem el botó L s'activa la funció "veure a través" i afegeix la capacitat de mirar al voltar de la pàgina per mostrar a través.[67][99]

## Recepció

### Crítica
Flipnote Studio 3D ha rebut una resposta majoritàriament positiva des del seu llançament al Japó. A l'editorial Nintendo World Report es va afirmar que la Flipnote Gallery: Friends no va anar molt bé. No obstant això, també va elogiar Flipnote Gallery: World i la riquesa de les altres opcions per compartir disponibles. Tot i l'actual manca de característiques SpotPass, l'editorial expressa que Flipnote Studio 3D és encara un munt de diversió, i que Nintendo encara ha de llançar l'aplicació a Amèrica del Nord i Europa.
79.642 persones han puntuat a Flipnote Studio 3D al Japó a la Nintendo eShop i actualment la seva puntuació mitjana és de 4,5 de 5. A la eShop la gent pot puntuar una aplicació si l'ha jugat almenys durant una hora, el que vol dir que segurament hi ha més persones que l'han descarregat i no l'han puntuat.
Després de la seva estrena al Club Nintendo, Ron DelVillano de Nintendo Life li ha donat un 8 de 10, dient que "no és tan complet, ja que no té funcions de compartir a la xarxa, però encara té la mecànica central". Andrew Born, de Nintendo World Report, amb un 8,5/10, diu que, malgrat algunes deficiències, en general, és un petit gran paquet per a qualsevol persona que li encanta crear, si vostè és un principiant o un veterà de l'animació que només vol practicar les seves habilitats.

### Descàrregues i usuaris
El gran èxit, que consistia en lentitud dels serveis per l'excessiu públic que intentava accedir-hi, que no es va preveure quan es va llançar al Japó Flipnote Studio 3D durant els seus primers dies de llançaments és el que va obligar a endarrerir el seu llançament a Amèrica del Nord i a Europa, a data de finals de juliol de 2013, "en teoria".
Segons Nouentai, 9.368 usuaris han participat en el concurs de 1r aniversari.
Fins a 21 de novembre de 2014, un total de 7.400.000 flipnotes s'han publicat a Flipnote Gallery: World.

### Controvèrsia i filtració
L'1 de novembre de 2013 Nintendo va tancar el servei Flipnote Gallery: Friends al Japó. Això va ocórrer el mateix temps de la discontinuació oficial del programa Nintendo Letter Box/Correo Nintendo/Swapnote al Japó, dels missatges via SpotPass. La raó és que els usuaris, inclosos els menors d'edat, intercanviaven codis d'amic en fòrums d'internet i els utilitzen per enviar contingut inadequat, incloent fotografies. Dues persones de nacionalitat japonesa van ser detingudes. Flipnote Gallery: World no s'ha tancat. A data de 9 d'octubre de 2014, continuen apareixent imatges sexistes per Internet.
La tranquil·litat de Nintendo sobre el tema de Flipnote Studio 3D anima a diversos fans per crear pàgines a Facebook per discutir rumors i signes d'un anunci oficial de la data de llançament, tal com la pàgina de Flipnote Studio 3D. Encara que la majoria dels llocs són el producte de l'observació de la comunitat, ja que Nintendo no ha discutit Flipnote Studio 3D en els últims 15 mesos, molts l'utilitzen com a font de coneixements no oficials relacionats amb el joc. A data de 30 d'octubre de 2014, 4400 "M'agrada" es van publicar des de la data d'entrada a Facebook.
Actualment hi surten molts missatges que intenten explicar per què Flipnote Studio 3D no està cancel·lat. També critiquen la falta d'acció de part de Nintendo quan ja passen 17 mesos de l'endarreriment. Durant l'agost de 2014, aquest lloc web de Facebook va estar promovent campanyes per demanar a Nintendo una data de llançament a la resta del món (anomenada #EndTheFlipnoteDelay): un missatge de correu electrònic a Nintendo, una trucada a Nintendo, visualitzar moltes vegades el vídeo de la demo a la eShop de 3DS perquè aparegui en la llista dels més populars, fer un dibuix i després enviar-los conjuntament a Nintendo que enviarà el setembre o un missatge al Twitter del productor Yoshiaki Koizumi.
Els furoners BigBlueBox han aconseguit dur Moving Notepad 3D (la versió 1.2, encara que posteriorment un usuari va penjar la 1.3.1 per separat) a una Nintendo 3DS europea o nord-americana si es descarrega el fitxer corresponent i s'aplica en un cartutx Gateway 3DS. Fins al 9 de novembre de 2014 ja s'ha descarregat 200 cops. En el Menú HOME de la videoconsola la imatge que es mostra en la pantalla superior quan es deixa sobre el programa està en anglès, així com la interfície de Flipnote Gallery: World; la resta de l'aplicació es troba en japonès. No s'hi pot accedir directament, sinó cercant una flipnote i després anant a la Llista d'Amics. Els mateixos furoners van publicar la ROM de la versió americana el dia 11.
Nintendo elimina qualsevol menció a Flipnote Studio 3D i a Flipnote Studio en una entrevista realitzada a Miiverse el 21 de novembre de 2014 en la traducció anglesa extreta de la japonesa. Diversos usuaris s'han queixat.
Al voltant del novembre de 2016 un grup de sceners va penjar una versió modificada del joc que permetia accedir a un servei extraoficial per compartir flipnotes, anomenat "Project Kaeru".

### Màrqueting
Una edició de colors limitada de Nintendo 3DS XL amb els colors de Flipnote Studio 3D (Orange + Black) va sortir al Japó el 28 de novembre de 2013.
Per promoure Flipnote Studio 3D al Japó, Nintendo, mitjançant l'opció de SpotPass, descarrega automàticament l'aplicació o bé els recomana a fer-ho en el menú Home.
Nikki de l'aplicació Correo Nintendo és subjecte per a ensenyar quins avantatges comporta crear un Nintendo Network ID al Japó. Així està animant als usuaris a descarregar Flipnote Studio 3D mitjançant un Nintendo Network ID. A més a més, existeix una plantilla del joc per decorar els missatges.
Nintendo ha anunciat que la videoconsola portàtil New Nintendo 3DS i New Nintendo 3DS LL vindran amb Flipnote Studio 3D preinstal·lat. La consola sortirà a Europa el 2015, el que podria ser que l'aplicació sortís a la regió.
Es ven per Amazon.com una guia del joc en japonès per 500 iens.
En els shows japonesos Mèu Mèu Mèu! L'hora del gat Mario!, normalment acaben amb la Canción para dibujar a Mario. No se sap ben bé si té alguna voluntat contra Occident, però en el 24è episodi s'inventa una versió d'aquesta cançó dibuixant el Captain Toad, on es menciona Flipnote Studio 3D indirectament (més indirecte que allò altre), ja que per la flipnote fa servir el groc, un color que només es pot fer servir en aquesta seqüela exclusivament japonesa.